# Fusil Tipo Kō
El Tipo Kō (en japonés: 試製自動小銃甲号 Shisei Jidō Shōjū Kō Gō) fue un fusil semiautomático experimental japonés, desarrollado durante la década de 1930.

## Descripción
Su diseño estaba muy influenciado por el fusil Pedersen estadounidense.